# Горный (Апшеронский район)
Го́рный — упразднённый посёлок в Апшеронском районе Краснодарского края России. На момент упразднения входил в состав Апшеронского городского округа. Исключен из учётных данных в 1988 году.

## География
Располагался в истоке реки Кубанская (приток Пшехи), в 4 км (по прямой) к востоку от станицы Лесогорская.

## История
Населённый пункт возник на месте казачьего Коша.
Официально зарегистрирован 28 октября 1958 года.
Упразднён в 1988 году.